# Алзаго (Болцано)
Алзаго (итал. Alsago) је насеље у Италији у округу Болцано, региону Трентино-Јужни Тирол.
Према процени из 2011. у насељу је живело 38 становника. Насеље се налази на надморској висини од 1525 м.